# Gordeliz
Gordeliz en basque ou Gordéliz en espagnol, est une zone rurale de la municipalité d'Artziniega dans la province d'Alava dans la Communauté autonome basque.